# Matthew W. Taylor
Matthew William "Matt" Taylor, ameriški komik in igralec, * 31. december 1966, Flint, Michigan, ZDA.